# Ніжнянський
Ніжня́нський — пасажирський залізничний зупинний пункт Луганської дирекції Донецької залізниці.
Розташований у селі Оріхове, Попаснянський район, Луганської області на лінії Родакове — Сіверськ між станціями Сентянівка (14 км) та Світланове (14 км).
Через військову агресію Росії на сході Україні транспортне сполучення припинене.